# Lissochlora freddyi
Lissochlora freddyi là một loài bướm đêm trong họ Geometridae.